# Sebastian Heinrich Kirch
Sebastian Heinrich Kirch (geboren 1711; gestorben Ende Mai 1768 in Kellinghusen) war ein Bossierer, Modelleur, Porzellanmaler und Techniker, der in der Fayencenherstellung tätig war.

## Leben
Kirch arbeitete von 1746 bis nach 1750 als Porzellanmaler für Rudolph Anton Chely in der Chelyschen Fabrik in Braunschweig. Im Jahr 1758 bis zum März 1759 war er als „Meisterknecht“ in der Fayencefabrik in Aumund bei Vegesack tätig, die der bremische Ältermann Albrecht d’Erberfeldt übernommen hatte. Er wechselte als Maler und Modelleur an die Manufaktur von Johann Samuel Friedrich Tännich nach Jever. Um das Jahr 1763 kam Kirch von dort aus nach Kellinghusen, wo er gemeinsam mit dem Fourageverwalter Wulf[f] Friedrich Linkhusen sowie Carsten Behrens und dessen Schwester Anna Büntzen eine Fabrik zur Herstellung von Fayencen gründete. Am 28. Februar 1765 erbaten sie von König Friedrich V. von Dänemark ein königliches Privileg, um die kurz zuvor den älteren Manufakturen gewährten Freiheiten zu erhalten und ein Verbot im Umkreis von drei Meilen andere derartige Fabriken zu eröffnen. Dieses Privileg wurde ihnen 1765 erteilt. Im Haus von Carsten Behrens hatten sie bereits einen Ofen eingerichtet. Kirch war der Techniker dieses Unternehmens und brachte seine Erfahrungen aus den Wanderjahren mit ein. Dort kam es durch Kirchs Verschulden zu mehreren Fehlbränden und zu Schwierigkeiten mit den Geldgebern.  1785 wurde die Fabrik von Jochim Möller übernommen.

## Werke (Auswahl)
- Tafelaufsätze in Gestalt korbhaltender Putten
- Tafelaufsatz (Museum für Kunst und Gewerbe in Hamburg)
- Korb (Altertümersammlung in Jever)